# Суперкласс (программирование)
В программировании суперклассом или родительским классом называют класс, на основе которого создаются другие классы. Классы, полученные на основе суперкласса, называются дочерними классами, производными классами или подклассами.
Суперкласс позволяет создавать обобщенный интерфейс, заключающий в себе настраиваемую функциональность за счет использования виртуальных функций.
Механизм суперклассов широко используется в объектно-ориентированном программировании благодаря возможности повторного использования, что достигается благодаря общим возможностям, инкапсулированным в модульные объекты.
Языки программирования могут поддерживать абстрактные и конкретные суперклассы.

## Базовый класс
Базовый класс — это класс, не имеющий суперкласса, и поэтому находится в основании дерева подклассов. Большинство объектно-ориентированных систем программирования обеспечивает библиотеку классов, на основании которых разработчик создает свои собственные. Эти библиотеки зачастую предлагают один или довольно ограниченный набор базовых классов, которые составляют основу библиотеки.
В случае, когда язык или библиотека имеют лишь один базовый класс, то он именуется высшим типом.
В языке UML класс может иметь собственный набор корневых (root) свойств для обозначения, что это именно базовый класс.
В C++-стиле (который используется в C# и других языках) термин «базовый класс» используется вместо термина «суперкласс».

## Примеры

### Java
В языке программирования Java для определения суперкласса какого-либо класса вызывается метод getSuperclass. Этот метод возвращает объект Class, отражающий суперкласс данного класса, или возвращает null, если класс не имеет суперклассов. Для определения всех родителей класса метод getSuperclass вызывается повторно, пока не возвратит null.
В нижеследующем примере происходит поиск имён родительских классов для класса Button при помощи метода getSuperclass:
```
import
 
java.lang.reflect.*
;

import
 
java.awt.*
;

class
 
SampleSuper
 
{

   
public
 
static
 
void
 
main
(
String
[]
 
args
)
 
{

      
Button
 
b
 
=
 
new
 
Button
();

      
printSuperclasses
(
b
);

   
}

   
static
 
void
 
printSuperclasses
(
Object
 
o
)
 
{

      
Class
 
subclass
 
=
 
o
.
getClass
();

      
Class
 
superclass
 
=
 
subclass
.
getSuperclass
();

      
while
 
(
superclass
 
!=
 
null
)
 
{

         
String
 
className
 
=
 
superclass
.
getName
();

         
System
.
out
.
println
(
className
);

         
subclass
 
=
 
superclass
;

         
superclass
 
=
 
subclass
.
getSuperclass
();

      
}

   
}

}

```

Программа возвращает:
```
java.awt.Component
java.lang.Object
```